# Paolo Trombin
Paolo Trombin (Bressanone, 26 novembre 1957) è un giornalista italiano.

## Biografia
Ha lavorato in passato al quotidiano L'Informazione. Da molti anni si occupa di economia; al TG5 interviene all'interno di alcuni servizi economici importanti. In passato, dal 20 febbraio 2002 al 2 novembre 2007, conduceva spesso Borsa flash, la rubrica del TG5 andata in onda alle 9:30 dal lunedì al venerdì (tranne nei giorni di chiusura della Borsa), poco dopo l'apertura di Piazza Affari, che informava sui primi andamenti di mercato e valutari. 
Fino al 2020, interveniva anche nell'edizione del TG5 della mattina (ore 8:00) e, in passato, anche in quella del giorno (ore 13:00), sempre parlando di mercati. Dallo stesso anno conduce l'edizione della notte del telegiornale. 
Da novembre 2007 al 2014 conduceva l'edizione delle 8:00 del TG5. Nel mandato 2010-2013 è stato membro del Consiglio nazionale dell'Ordine dei Giornalisti.